# Giovanni Vacca
Giovanni Enrico Eugenio Vacca (Gênova, 18 de novembro de 1872 – Roma, 6 de janeiro de 1953) foi um matemático, sinologista e historiador da ciência italiano.
Vacca estudou matemática na Universidade de Gênova, onde obteve um doutorado em 1897, orientado por Giovanni Battista Negri. Foi para a Universidade de Turim, onde foi assistente de Giuseppe Peano. Em 1899 estudou em Hannover manuscritos não publicados de Gottfried Wilhelm Leibniz, que publicou em 1903. Em torno de 1898 Vacca tornou-se interessado na linguagem e cultura chinesa, quando visitou uma exposição chinesa em Turim. Teve aulas particulares de língua chinesa e continuou a estudá-la na Universidade de Florença. Vacca viajou então para a China em 1907–1908 e defendeu uma tese sobre estudos chineses em 1910. Em 1911 foi lecturer de literatura chinesa na Universidade de Roma "La Sapienza". Em 1922 foi para a Universidade de Florença onde lecionou literatura e língua chinesa até 1947.
Os interesses de Vacca foram igualmente direcionados para matemática, sinologia e história da ciência, com o correspondente número de artigos 38, 47 e 45. Em 1910 Vacca desenvolveu uma iteração com números complexos para pi:
{\displaystyle x_{0}=i,\quad x_{n+1}={\frac {x_{n}+|x_{n}|}{2}},\qquad \lim _{n\to \infty }x_{n}={\frac {2}{\pi }}.}
A eficiência de cálculo destas fórmulas é significativamente pior que o moderno algoritmo de Borwein – a convergência é de apenas cerca de meio dígito decimal a cada iteração.
Vacca publicou suas duas maiores contribuições à matemática em 1910 e 1926, sobre expansão em série da constante de Euler-Mascheroni. Estas são, respectivamente
{\displaystyle {\begin{aligned}\gamma &=\sum _{k=2}^{\infty }(-1)^{k}{\frac {\left\lfloor \log _{2}k\right\rfloor }{k}}={\tfrac {1}{2}}-{\tfrac {1}{3}}+2\left({\tfrac {1}{4}}-{\tfrac {1}{5}}+{\tfrac {1}{6}}-{\tfrac {1}{7}}\right)+3\left({\tfrac {1}{8}}-\cdots -{\tfrac {1}{15}}\right)+\cdots \\[6pt]\zeta (2)+\gamma &=\sum _{k=2}^{\infty }\left({\frac {1}{\lfloor {\sqrt {k}}\rfloor ^{2}}}-{\frac {1}{k}}\right)=\sum _{k=2}^{\infty }{\frac {k-\lfloor {\sqrt {k}}\rfloor ^{2}}{k\lfloor {\sqrt {k}}\rfloor ^{2}}}\\[4pt]&={\tfrac {1}{2}}+{\tfrac {2}{3}}+{\tfrac {1}{2^{2}}}\left({\tfrac {1}{5}}+{\tfrac {2}{6}}+{\tfrac {3}{7}}+{\tfrac {4}{8}}\right)+{\tfrac {1}{3^{2}}}\left({\tfrac {1}{10}}+\cdots +{\tfrac {6}{15}}\right)+\cdots \end{aligned}}}
Vacca anotou em 1910 que:
Existe alguma esperança que esta série pode ser de alguma utilidade na prova da irracionalidade de {\displaystyle \gamma }, um problema muito difícil, proposto mas não resolvido na correspondência recentemente publicada entre Hermite e Stieltjes.